# Ines Bautzmann
Ines Bautzmann, verheiratete Ines Pochert (* 20. Mai 1958 in Dresden), ist eine ehemalige deutsche Eisschnellläuferin. Sie startete für den SC Einheit Dresden, wurde zweimal DDR-Meisterin und nahm 1976 für die Deutsche Demokratische Republik an den Olympischen Winterspielen teil.

## Karriere
Ihre beiden DDR-Meistertitel gewann sie bei den DDR-Meisterschaften im Eisschnelllaufen 1976. Sie gewann den Wettbewerb über die 1500 Meter vor Monika Zernicek und Ute Dix und den Wettbewerb über die doppelte Distanz vor Monika Zernicek und Karin Kessow. Zudem gewann sie vier Silbermedaillen und eine Bronzemedaille.
Im Jahr 1976 wurde sie vom Nationalen Olympischen Komitee der DDR für die Olympischen Winterspiele 1976 in Innsbruck nominiert und startete dort über die 500, 1500 und die 3000 Meter. Über die 500 Meter belegte sie den 15. Platz und über die 1500 Meter den siebten Platz. Mit dem fünften Platz verpasste sie über die 3000 Meter eine Medaille.